# Robert Epp
Robert Charles Epp, né le 15 décembre 1926 est un traducteur américain de littérature japonaise en anglais. Il a entre autres traduit les poésies de Sakutarō Hagiwara, Kaoru Maruyama et Michizō Tachihara.
A.M., Ph.D. université Harvard, professeur émérite, UCLA

## Traductions et études de poètes
- 1972——Chapbook: The Poetry of Maruyama Kaoru. The Beloit Poetry Journal, 48 pages.
- 1972——Daisaku Ikeda, The People. Selected verse, 51 pages.
- 1973——Daisaku Ikeda, Yesterday, Today and Tomorrow, Essais, 228 pages.
- 1976——Daisaku Ikeda, Advice to Young People. Essais, 176 pages.
- 1976——Daisaku Ikeda, Hopes and Dreams. Selected verse, 70 pages.
- 1980——Daisaku Ikeda, My Recollections. Essais, 145 pages.
- 1982.05——Treelike: The Poetry of Kinoshita Yūji. With facing Japanese originals, xv–xxx + 272 pages.
- 1982.08——Yūji Kinoshita — A Study of the Poet, Twayne, vii + 145 pages.
- 1988.02——Ozaki Kazuo, Rosy Glasses. Ten short stories, 150 pages.
- 1990.09——Self–Righting Lamp: Selected Poetry of Maruyama Kaoru, 125 pages.
- 1991——Jōji Tsubota, Children in the Wind. Children’s novella, 89 pages.
- 1993.07——Egg in my Palm: Selected Poetry of Tsuboi Shigeji. 290 works 278 pages.
- 1993.11——Twisted Memories: Collected Poetry of Kinoshita Yūji. 360 works, 280 pages.
- 1994.04——That Far-Off Self: Collected Poetry of Maruyama Kaoru, 2e edition. 460 works, 368 pages.
- 1994.10——Rainbows: Selected Poetry of Daigaku Horiguchi. 565 works, 360 pages.
- 1995.08——Cinderellas: Selected Poetry of Sekine Hiroshi. 198 works, 335 pages.
- 1996.07——Long Corridor: Selected Poetry of Mushakōji Saneatsu. 465 works, 398 pages.
- 1997.11——Threading the Maze, Selected Verse of Seven Modern Japanese Poets, 630 works, 383 pages.
- 1999.04——Rats’ Nests: Collected Poetry of Hagiwara Sakutarō, 2e édition; 470 works, 445 pages.
- 2002.01——Of Dawn, of Dusk, Selected Poetry of Tachihara Michizō, with Iida Gakuji; 190 works, 464 pages.
- 2005.02——His Psychic Spoor—150 Annotated Poems of Hagiwara Sakutarō, with Iida Gakuji; 384 pages.

## Articles & tidbits
- 1967.22:1–2——Attempts to Compile a Civil Code in Japan, 1866–78. Monumenta Nipponica, pages 15–48.
- 1967.09——China’s Cultural Revolution in Perspective: The Red Guard Phase. The Cresset [hereafter, TC; issued by Valparaiso University], pages 8–16.
- 1969: Printemps——Response to Individualism by Mid–Meiji and Postwar [Japanese] Intellectuals. Japan Christian Quarterly [hereafter, JCQ], pages 71–95.
- 1969–70——Understanding the Seventies. The Japan Christian Yearbook, 1969–1970, pages 63–97.
- 1970.01——Student Protest in Japan: Social and Institutional Factors. TC, pages 6–11.
- 1970.04——The U.S.–Japan Security Treaty Crisis. Current History, pages 222–208, and 243. Reprinted, Spring 1972, by the U.S. Army War College.
- 1970.06——National Security and the Japanese Radical. TC, pages 6–11.
- 1970: Automne ——Proposals for Reading Improvement in Japanese. JCQ, pages 276–278.
- 1972: Hiver ——The Japanese Student in America. JCQ, pages 31–36.
- 1973: Hiver ——Images of Hope in the Poetry of Shigeji Tsuboi. JCQ, pages 39–47.
- 1977: Hiver ——Translations of Modern [Japanese] Poetry. JCQ, pages 47–51.
- 1980: Été ——Some Aspects of Daisaku Ikeda’s Thought. JCQ, XLVI:3, pages 167–175. Reprinted in the Journal of the Institute of Oriental Philosophy (1985:X).
- 1980: Automne ——Shigeji Tsuboi: From Anarchist to Proletarian Poet. JCQ, XLVI:4, pages 228–235.
- 1980: Hiver ——Spontaneity: The Ideal Existence [on the poet Mushakōji Saneatsu]. JCQ, pages 46–50.
- 1981.04——The Poetry of Kinoshita Yūji. Journal Newsletter of the Association of Teachers of Japanese, pages 30–63.
- 1983: Automne ——The Barriers Within—Etō Shinpei and Ourselves. JCQ, pages 141–148.
- 1985: Printemps ——Creator in the Verse of Mushakōji Saneatsu. JCQ, pages 92–95.
- 1988: Printemps ——Images of Pain in the Early Poetry of Hagiwara Sakutarō. JCQ, pages 148–162.
- 1989: Automne ——Two Views of God in the Early Poetry of Hagiwara Sakutarō. JCQ, pages 217–227.
- 1994.04——Ship of Reason: The Poetry of Maruyama Kaoru, Shōwa shijinron [On Shōwa Poets]. Tokyo: Yūseidō, pages 189–204; Japanese translation, Risei no fune by Aizawa Shirō, pages 205–224.
- 2001.05——Translating Tachihara Michizō in Miyamoto Noriko, ed., Tachihara Michizō (Tokyo: Bessatsu • Special Issue of Kokubungaku kaishaku to kanshō • Interpreting and Appreciating Japanese Literature), pages 433–434.
- 2005.02——Grief and Guilt—A Study of Hagiwara Sakutarō’s ‘Night Train’ (1913), pages 157–177, in the Festschrift Confluences: Studies from East to West in Honor of V. H. Viglielmo (Honolulu: University of Hawaii Press, 2005), edited by N. Ochner and W. Ridgeway, 286 pages.
- 2015.09 —— Hagiwara Sakutarô's Arcane 'Harmful Creatures (1913), pages 130-156, in Salutations: a Festschrift for Burton Watson(Tokyo: Ahadada/Ekleksographia, 2015), edited by Jesse Glass and Philip F. Wiliams.

## Articles traduits & items
- 1966 : Printemps ——Matsumoto Sannosuke, Democracy and Nationalism in Postwar Japanese Thought. Introduction to the issue, Journal of Social and Political Ideas in Japan [hereafter, JSPIJ], pages 2–19.
- 1966 : Printemps ——________, The Vietnam War and Japan’s Security. JSPIJ, pages 20–23.
- 1966 : Printemps ——________, The Structure of Conservative and Progressive Thought. JSPIJ, pages 60–62.
- 1966 : Printemps ——Itō M., Structural Analysis of Conservative and Progressive Forces in Japan. JSPIJ, pages 85–93.
- 1966 : Printemps ——Noguchi Yūichirō, Economic Nationalism. JSPIJ, pages 94–99.
- 1966 : Printemps ——Miyamoto Ken’ichi, Grass–roots Conservatism. JSPIJ, pages 100–106.
- 1966 : Automne ——Tokuda Noriyuki, Chinese Foreign Policy. JSPIJ, pages 11–13.
- 1966 : Automne ——________, China and Japan. JSPIJ, pages 49–50.
- 1967 : Printemps ——Soma Masao, The Roots of Political Corruption. JSPIJ, pages 1–10.
- 1967 : Printemps ——Noguchi Yūichirō, Trends in Thought Among Structural Reformists in Japanese Industry. JSPIJ, pages 11–26.
- 1967 : Printemps ——Nagai Yōnosuke, Japanese Foreign Policy in a Nuclear Milieu. JSPIJ, pages 27–42.
- 1967 : Printemps ——Seki Hiroharu, Systems of Power Balance and the Preservation of Peace. JSPIJ, pages 43–65.
- 1967 : Printemps ——Nomura Kōichi, Mao Tse–tung’s Thought and the Chinese Revolution. JSPIJ, pages 67–90.
- 1967 : Printemps ——Kikuchi Masanori, Cultural Revolution in China and the Soviet Union: Two Views of Class Struggle. JSPIJ, pages 91–100 (co–translation with Kano Tsutomu).
- 1967 : Printemps ——Miyamoto Ken’ichi, Rejoinder to Professor Steiner. JSPIJ, 105–107.
- 1968 : Automne ——Sumiya Mikio, The Function and Social Structure of Education: Schools and Japanese Society. JSPIJ, 117–131.
- 1968 : Automne ——Mita Munesuke, Patterns of Alienation in Contemporary Japan. JSPIJ, pages 139–171.
- 1968 : Automne ——Etō Jun, The Japanese University: Myths and Ideals. JSPIJ, pages 179–189.
- 1968 : Automne ——Orihara H., ‘Test Hell’ and Alienation: Study of Tokyo University Freshmen. JSPIJ, pages 225–245.
- 1968 : Automne ——Ōno Tsutomu, Student Protest in Japan—What it Means to Society. JSPIJ, pages 251–270.
- 1968 : Automne ——Matsumoto Sannosuke, Rejoinder to Professor Harootunian. JSPIJ, 322–325.
- 1968 : Automne ——________, Rejoinder to Professor Craig. JSPIJ, pages 327–329.
- 1968 : Automne ——Nomura Kōichi, Rejoinder to Professors Levenson and McColl. JSPIJ, pages 342–344.
- 1970 : Printemps ——Takeuchi Yoshirō, The Great Cultural Revolution and Modern Marxism. JSPIJ, pages 45–69.
- 1970 : printemps ——Fujita Shōzō, The Spirit of the Meiji Revolution. JSPIJ, 70–97.
- 1972 : Automne ——Sono Ayako, Drifting in Space. JCQ, pages 206–215.
- 1973 : Automne ——Shiina Rinzō, Dostoyevsky and I et 'On Suicide. JCQ, pages 220–230.

## Crédit d'auteurs
- (en) Cet article est partiellement ou en totalité issu de l’article de Wikipédia en anglais intitulé « Robert Epp » (voir la liste des auteurs).